# Hopes and Fears
Hopes and Fears (deutsch Hoffnungen und Ängste) ist das Debütalbum der englischen Band Keane und wurde am 10. Mai 2004 veröffentlicht. In Großbritannien erreichte das Album direkt in der ersten Woche die Spitze der Charts und belegte den zweiten Platz der am meisten verkauften Alben des Jahres 2004. In Deutschland schaffte es das Album in den Charts auf den 30. Platz.

## Hintergrundinformationen
Während 1999 mit She Has No Time bereits der erste Titel für das Album komponiert war, wurden die meisten anderen erst von August bis November 2001 aufgenommen. 2003 wurden mit On a Day Like Today und We Might As Well Be Strangers die letzten beiden Songs eingespielt.
Musikalisch orientiert sich das Album am britischen Piano-Rock/Pop. Der bekannteste und erfolgreichste Titel ist Somewhere Only We Know, welcher auch heute noch in vielen Multimedia-Produktionen eingesetzt wird. Aber auch die anderen Singleauskopplungen wurden besonders in Deutschland für viele TV-Shows verwendet. Auf dem gesamten Album kommt nicht ein einziges Mal eine Gitarre zum Einsatz, was Keane deutlich von anderen Bands unterscheidet. Als zentrale Instrumente nutzte Tim Rice-Oxley das Yamaha CP80 für den signifikanten Klavierklang und den Clavia Nord Lead 2X als analogen Synthesizer. Dabei veränderte er die Töne oft mit Tremolo- und mit Verzerrungseffekten.
Der Name des Albums leitet sich von einer Textzeile des Songs Snowed Under ab, welcher als B-Seite zu der Single Somewhere Only We Know veröffentlicht wurde und welcher sich auf der japanischen sowie auf der 2009 erschienenen Deluxe-Version des Albums befindet.
Besonders in Großbritannien wurde Hopes and Fears ein großer Erfolg, erreichte dort bisher neunmal Platin und gewann 2005 zwei Brit Awards in den Kategorien Best British Album und Best British Breakthrough Act. Die Band schafften es mit diesem Album u. a. neben Bob Marley, U2 und Amy Winehouse auch in eine Sammlung von Island Records, die zum 50. Geburtstag des Labels erschienen ist. Am 17. November 2009 erschien eine Deluxe Edition des Albums mit zusätzlichen B-Seiten und Liveaufnahmen.

## Titelliste

### Standardversion (2004)
1. Somewhere Only We Know (Tim Rice-Oxley, Tom Chaplin, Richard Hughes) – 3:57
2. This Is the Last Time (Rice-Oxley, Chaplin, Hughes, Sanger) – 3:29
3. Bend and Break (Rice-Oxley, Chaplin, Hughes) – 3:40
4. We Might As Well Be Strangers (Rice-Oxley, Chaplin, Hughes) – 3:12
5. Everybody’s Changing (Rice-Oxley, Chaplin, Hughes) – 3:35
6. Your Eyes Open (Rice-Oxley, Chaplin, Hughes) – 3:23
7. She Has No Time (Rice-Oxley, Chaplin, Hughes, James Sanger) – 5:45
8. Can’t Stop Now (Rice-Oxley, Chaplin, Hughes) – 3:38
9. Sunshine (Rice-Oxley, Chaplin, Hughes, Sanger) – 4:12
10. Untitled 1 (Rice-Oxley, Chaplin, Hughes) – 5:36
11. Bedshaped (Rice-Oxley, Chaplin, Hughes, Sanger) – 4:38

### Japanedition (2004)
1. Somewhere Only We Know (Tim Rice-Oxley, Tom Chaplin, Richard Hughes) – 3:57
2. Bend and Break (Rice-Oxley, Chaplin, Hughes) – 3:40
3. We Might As Well Be Strangers (Rice-Oxley, Chaplin, Hughes) – 3:12
4. Everybody’s Changing (Rice-Oxley, Chaplin, Hughes) – 3:35
5. Your Eyes Open (Rice-Oxley, Chaplin, Hughes) – 3:23
6. She Has No Time (Rice-Oxley, Chaplin, Hughes, James Sanger) – 5:45
7. Can’t Stop Now (Rice-Oxley, Chaplin, Hughes) – 3:38
8. Sunshine (Rice-Oxley, Chaplin, Hughes, Sanger) – 4:12
9. This Is the Last Time (Rice-Oxley, Chaplin, Hughes, Sanger) – 3:29
10. On a Day Like Today (Rice-Oxley, Chaplin, Hughes) – 5:27 [UK + Japanese Bonus Track]
11. Untitled 1 (Rice-Oxley, Chaplin, Hughes) – 5:36
12. Bedshaped (Rice-Oxley, Chaplin, Hughes, Sanger) – 4:38
13. Snowed Under (Rice-Oxley, Chaplin, Hughes) – 3:52 [Japanese Bonus Track]
14. Allemande (Rice-Oxley, Chaplin, Hughes) – 4:24 [Japanese Bonus Track]
15. Somewhere Only We Know (Video) [Japanese Bonus Track]

### Deluxe Edition (2009)
CD 1
1. Somewhere Only We Know (Rice-Oxley, Chaplin, Hughes) – 3:57
2. Bend and Break (Rice-Oxley, Chaplin, Hughes) – 3:40
3. We Might As Well Be Strangers (Rice-Oxley, Chaplin, Hughes) – 3:12
4. Everybody’s Changing (Rice-Oxley, Chaplin, Hughes) – 3:35
5. Your Eyes Open (Rice-Oxley, Chaplin, Hughes) – 3:23
6. She Has No Time (Rice-Oxley, Chaplin, Hughes, Sanger) – 5:45
7. Can’t Stop Now (Rice-Oxley, Chaplin, Hughes) – 3:38
8. Sunshine (Rice-Oxley, Chaplin, Hughes, Sanger) – 4:12
9. This Is the Last Time (Rice-Oxley, Chaplin, Hughes, Sanger) – 3:29
10. On a Day Like Today (Rice-Oxley, Chaplin, Hughes) – 5:27
11. Untitled 1 (Rice-Oxley, Chaplin, Hughes) – 5:36
12. Bedshaped (Rice-Oxley, Chaplin, Hughes, Sanger) – 4:38
13. Somewhere Only We Know [Steve Lamacq Live from Roundhouse Studios] – 3:49
14. Bedshaped [Steve Lamacq Live from Roundhouse Studios] – 4:04
15. Bend and Break [Lamacq Live] – 3:34
16. We Might As Well Be Strangers [Lamacq Live] – 3:17
17. This Is the Last Time [Jo Whiley Show] – 3:35
18. With or Without You [Jo Whiley Show] – 3:30
19. A Heart to Hold You [Jo Whiley Show] – 3:57

CD 2
1. Snowed Under (Rice-Oxley, Chaplin, Hughes) – 3:48
2. We Might As Well Be Strangers [DJ Shadow Remix] – 3:38
3. Into the Light [Demo] (Rice-Oxley, Chaplin, Hughes) – 3:17
4. Call Me What You Like [Demo] (Rice-Oxley, Chaplin, Hughes) – 5:18
5. Closer Now (Rice-Oxley, Chaplin, Hughes) – 4:57
6. Rubbernecking Rice-Oxley, Chaplin, Hughes – 5:58
7. Wolf at the Door (Rice-Oxley, Chaplin, Hughes) – 4:17
8. She Has No Time [Demo] – 4:58
9. Call Me What You Like [Zoomorphic Re-Record] – 3:30
10. Everybody’s Changing [Original Demo Fierce Panda] – 3:33
11. The Way You Want (Rice-Oxley, Chaplin, Hughes) – 3:17
12. This Is the Last Time [Fierce Panda Demo] – 3:27
13. Bedshaped [Fierce Panda B-Side Single] – 4:38
14. Allemande (Rice-Oxley, Chaplin, Hughes) – 4:23
15. Somewhere Only We Know [Live at The Forum, London] – 4:09
16. We Might As Well Be Strangers [Live at ColumbiaFritz, Germany – 19/5/04] – 3:20
17. This Is the Last Time [Live at ColumbiaFritz, Germany – 19/5/04] – 3:27
18. Everybody’s Changing [Live at ColumbiaFritz, Germany – 19/5/04] – 3:51

## Rezensionen
Das Album bekam größtenteils positive Rezensionen, wenngleich viele Kritiker auch einige Negativpunkte aufdeckten. So vermisst man bei Plattentests zwar „die Gitarre schmerzlich bei diesen Puristen, die ausschließlich auf Geklimper, Drums und vereinzelte Spielereien setzen“, kommt aber dennoch auf eine positive Bewertung: „Man verzeiht Keane nicht nur ihre offensichtlichen Schwächen. Man lernt diese sogar zu schätzen. Vielleicht gerade als gewisses Etwas.“
CDStarts thematisiert ebenfalls das Fehlen von Gitarren und zieht wie viele Kritiker den Vergleich zu Travis und Coldplay. Über das Album selbst heißt es dort wie folgt: „Die Melodien sind schlicht und einfach schön – und zwar im wahrsten Sinne des Wortes. Keane kommen als Songschreiber direkt auf den Punkt, ohne irgendwelche Experimente einzugehen bzw. sich in Soundeffekten zu verfransen. Alles wirkt klar, aber nicht billig. Melancholie und Pathos stehen einträchtig nebeneinander. Kurz gesagt: Popmusik in Reinkultur. Ein funkelnder Diamant mit einem fast perfekten Schliff.“

## Kommerzieller Erfolg

### Chartplatzierungen
| ChartsChartplatzierungen       | Höchstplatzierung | Wochen |
| ------------------------------ | ----------------- | ------ |
| Deutschland (GfK)              | 30 (40 Wo.)       | 40     |
| Österreich (Ö3)                | 18 (35 Wo.)       | 35     |
| Schweiz (IFPI)                 | 22 (72 Wo.)       | 72     |
| Vereinigte Staaten (Billboard) | 45 (54 Wo.)       | 54     |
| Vereinigtes Königreich (OCC)   | 1 (130 Wo.)       | 130    |

| ChartsJahrescharts (2004)    | Platzierung |
| ---------------------------- | ----------- |
| Schweiz (IFPI)               | 60          |
| Vereinigtes Königreich (OCC) | 2           |

| ChartsJahrescharts (2005)      | Platzierung |
| ------------------------------ | ----------- |
| Schweiz (IFPI)                 | 59          |
| Vereinigte Staaten (Billboard) | 131         |
| Vereinigtes Königreich (OCC)   | 18          |

### Auszeichnungen für Musikverkäufe
| Land/Region                  | Auszeichnungen für Musikverkäufe (Land/Region, Auszeichnung, Verkäufe) | Verkäufe    |
| ---------------------------- | ---------------------------------------------------------------------- | ----------- |
| Argentinien (CAPIF)          | Platin                                                                 | 40.000      |
| Belgien (BRMA)               | Platin                                                                 | (50.000)    |
| Dänemark (IFPI)              | 2× Platin                                                              | (40.000)    |
| Deutschland (BVMI)           | Gold                                                                   | (100.000)   |
| Europa (IFPI)                | 4× Platin                                                              | 4.000.000   |
| Frankreich (SNEP)            | Gold                                                                   | (100.000)   |
| Irland (IRMA)                | 5× Platin                                                              | (75.000)    |
| Kanada (MC)                  | Platin                                                                 | 100.000     |
| Mexiko (AMPROFON)            | Gold                                                                   | 50.000      |
| Neuseeland (RMNZ)            | Platin                                                                 | 15.000      |
| Niederlande (NVPI)           | Platin                                                                 | (80.000)    |
| Norwegen (IFPI)              | 2× Platin                                                              | (40.000)    |
| Österreich (IFPI)            | Gold                                                                   | (15.000)    |
| Portugal (AFP)               | 2× Platin                                                              | (40.000)    |
| Schweiz (IFPI)               | Platin                                                                 | (40.000)    |
| Vereinigte Staaten (RIAA)    | Platin                                                                 | 1.000.000   |
| Vereinigtes Königreich (BPI) | 9× Platin                                                              | (2.700.000) |
| Insgesamt                    | 4× Gold · 31× Platin ·                                                 | 5.205.000   |